# Toshiko Fujita
Toshiko Fujita (藤田 淑子 Fujita Toshiko?, 5 de abril de 1950-28 de diciembre de 2018) fue una seiyū japonesa nacida en Dalian, China. Estuvo afiliada a Aoni Production al momento de su muerte.

## Biografía
Desde la edad de 6 años, ha trabajado como una niña en la radio y la televisión y tiene una amplia gama de campos artísticos, incluyendo actriz, cantante y comediante. El drama televisivo de 1968 "Summer Wakare" apareció como el disco más joven protagonizado por Dao Dora hasta que se actualizó "Seizing the Light of Tomorrow" de Hirose Alice. Además, también hay casos donde cantar el tema de la animación, etc. canta en relación con la experiencia de la actividad como un cantante popular. En el pasado, pertenecía a Watanabe Productions.
En la animación televisiva, es el papel del héroe de un niño, como "Ikkyu-san" (un día festivo), "Enciclopedia Kitarez" (Kiteretsu <Eiichi Kido>), "Aventura Digimon" (Yagami Taichi) . Es ampliamente utilizado especialmente en trabajos de animación de Toei y animación japonesa.
En 1984, recibió el primer Gran Premio de Japón Anime "Mejor Premio de la sección de actores de voz".
Aunque su actividad física se vio interrumpida debido a su mala condición física en sus últimos años, se anunció en el sitio web oficial de la afiliada que el 28 de diciembre de 2018, murió de cáncer de mama invasivo a los 68 años.

## Roles interpretados
El orden de esta lista es personaje, serie
- Zofis, Zatch Bell!
- Shashi-Ō, RG Veda
- Rally Cheyenne, Silent Möbius
- Dai, Dragon Quest: Las aventuras de Fly
- Rui Kisugi, Cat's Eye
- Hasky, Dragon Ball
- Hilda, Outlaw Star
- Taichi Yagami, Digimon Adventure/02/Xros Wars
- Mamiya, Hokuto no Ken
- Kiteretsu en Kiteretsu
- Eris, Saint Seiya Gekijoban
- Charlotte Linlin (Big Mom), One Piece (ep. 571)
- Noriko Hayashi, Ashita no Joe 2º película
- Madam Exorcist, InuYasha
- Miyauchi Taeko, Chihayafuru
- Maraich Juschenfe, Patalliro!
- Cindy, Golgo 13: El profesional